# Аюкава, Ёсисукэ
Ёсисукэ Аюкава (яп. 【鮎川義介】, あゆかわよしすけ; 6 ноября 1880 — 13 февраля 1967) — японский предприниматель и политический деятель. Уроженец Ямагути. Выпускник Токийского университета. Основатель и директор концерна «Ниссан», руководитель Общества развития тяжелой промышленности Маньчжурии. Депутат японского Парламента (1943—1945, 1953— 1959).

## Краткие сведения
Родился 6 ноября 1880 года в селе Оти префектуры Ямагути. Окончил Токийский университет (1903). В молодости работал механиком завода Сибаура, будущей корпорации Тосиба. Впоследствии посетил США, где изучал закаливание металла и технику литейного производства.
Вернувшись в Японию, основал при поддержке Иноуэ Каору акционерное общество «Литейный Тобата», будущий Ниссан. В 1928 году занял пост директора металлургической компании «Кухара» и переименовал ее в «Ниппон сангё». В течение следующих лет поглотил много мелких и средних предприятий, создав «концерн Ниссан». В 1937 г. уехал в Маньчжурию, где переименовал предприятие «Ниссан» в акционерное общество развития тяжелой промышленности Маньчжурии. После возвращения на родину работал советником в правительстве Тодзё Хидэки. Согласно Императорскому указу стал депутатом Палаты пэров Имперского парламента Японии (14 января 1943 — 15 декабря 1945).
После поражения Японии во Второй мировой войне был арестован американскими оккупационными властями по обвинениям в «военных преступлениях высокой степени тяжести. После освобождения избран депутатом Палаты советников Императора Японии (3 мая 1953 — 29 декабря 1959).
Умер 13 февраля 1967 года в Токио.